# Dolno Dupeni
Dolno Dupeni (makedonska: Долно Дупени) är en ort i Nordmakedonien. Den ligger i kommunen Resen, i den sydvästra delen av landet, 130 kilometer söder om huvudstaden Skopje. Dolno Dupeni ligger 887 meter över havet och antalet invånare är 563. Den ligger vid Prespasjön.